# Не вижу зла 2
«Не вижу зла 2» (англ.  See No Evil 2) — это американский фильм в жанре слэшер 2014 года, снятый сестрами Соска по сценарию Натана Брукс и Бобби Ли Дарби, спродюсированный Майклом Луизи, с Даниэль Харрис, Кэтрин Изабель и рестлером Кейном в главных ролях. Это продолжение фильма 2006 года «Не вижу зла». В отличие от оригинала, который имел театральный релиз, фильм был выпущен в 2014 году непосредственно на DVD и Blu-ray.

## Сюжет
Маньяк Джейкоб Гуднайт (Кейн), погибший во время резни в отеле, попадает в морг. В это время в морге, в ночную смену работают трое людей: Эми (Даниэль Хэррис), Сэт (Кедж-Эрик Эриксен) и их начальник, передвигающийся в инвалидном кресле, Холден (Майк Эклунд). После того, как они обрабатывают тела, в том числе и Гуднайта, в морг приходит компания друзей Эми, которых привёл Холден. Молодые люди хотят устроить вечеринку в честь дня рождения Эми прямо на месте её работы. Среди них находится и её брат Уилл (Грейстон Холт).
Подруга Эми, Тамара (Кэтрин Изабель), вместе с Картером (Ли Мэдждаб) отправляются на поиски тела Гуднайта, чтобы посмотреть на него. Внезапно маньяк пробуждается и нападает на молодых людей. Гуднайт жёстоко убивает Картера, а Тамара спасается бегством. Джейкоб Гуднайт идёт за ней по пятам.
Холден, услышав крики, пытается найти источник звука, но находит лишь маньяка, который протыкает ему пальцами глаза и убивает.
Вскоре все остальные ребята погибают от рук маньяка. Главные герои мертвы, камера показывает их тела, а затем крупным планом лицо маньяка. Гуднайт произносит фразу: «Теперь я вижу», фильм заканчивается.

## В ролях
| Актёр               | Роль                     |
| ------------------- | ------------------------ |
| Даниель Хэррис      | Эми                      |
| Кейн                | Джейкоб Гуднайт (маньяк) |
| Катарин Изабель     | Тамара                   |
| Кейдж-Эрик Эрикссен | Сет                      |
| Грейстон Хольт      | Уилл                     |
| Майкл Эклунд        | Холден                   |
| Челан Симмонс       | Кайла                    |
| Ли Мэждаб           | Картер                   |

## Оценки
Фильм получил рейтинг одобрения 60 % на агрегаторе рецензий Rotten Tomatoes, основанный на 5 рецензиях со средней оценкой 5/10. Уильям Биббиани, написавший для Crave Online, высоко оценил приверженность фильма традиционным традициям фильмов слэшеров, сказав, что «…действительно утешительно видеть, что в стандартной, прямолинейной пряже слэшера все ещё есть какая-то жизнь. Вместо того, чтобы играть в каком-то домашнем стиле, как это делали многие недавние ремейки слэшеров, „Не вижу зла 2“ выглядит приятно мрачным, ледяным и темным. Более того, он играет с жанровыми ожиданиями, в то время как сам жанр играет с условностями несколько прямолинейно…».